# American Specialty Cars
American Specialty Cars (bekannt als ASC) ist ein US-amerikanisches Unternehmen, das sich mit der Entwicklung und Herstellung von Verdecken an PKW beschäftigt. Das Hauptquartier ist in Southgate, Michigan.  Gegründet wurde das Unternehmen 1965 von Heinz Prechter als American Sunroof Corporation.

## ASC-Produkte
- BMW Z4 OEM Verdeck, Joint Venture mit Edscha Cabrio-Verdecksysteme
- Pontiac Grand Am SC/T Modifikationen im Exterieur-Bereich
- Toyota Camry Solara Cabrio Entwicklung zum Cabrio[1]
- Buick GNX High-Performance Turbolader
- Chevrolet Camaro Entwicklung zum Cabrio
- Chevrolet SSR Entwicklung des Hardtops[1]
- Chrysler 300C Helios (Prototyp der Cabrio-Version)[1]
- Dodge SRT-4 Modifikationen im Exterieur-Bereich
- Mitsubishi 3000GT Spyder Entwicklung zum Cabrio
- Mitsubishi Eclipse Spyder Entwicklung zum Cabrio[1]
- Nissan 240SX Entwicklung zum Cabrio
- Pontiac Firebird Entwicklung zum Cabrio
- Porsche 968 Cabrio Entwicklung zum Cabrio
- Saab 900 Cabrio-Prototyp
- Pontiac Grand Prix Turbo Grand Prix High-Performance Turbolader